# Aïcha Marghadi
Aïcha Marghadi (Ouarzazate (Marokko), 24 juli 1977) is een Nederlands-Marokkaanse nieuwslezeres en sportpresentatrice. 

## Biografie
Ze groeide op in het Noord-Hollandse Lutjewinkel. Na een studie public relations en communicatie in Amsterdam ging ze de journalistiek in, onder meer bij AmsterdamFM, SALTO en FunX-radio.
In 2004 begon Marghadi op de sportredactie van de lokale Amsterdamse tv-zender AT5. Sinds 2007 presenteerde ze daar het nieuws. In 2011 stopte ze met haar werkzaamheden voor AT5.  
Tussen 2010 en 2012 was Marghadi werkzaam bij Studio Sport. Daar presenteerde ze aanvankelijk, sinds 4 oktober 2010, een aantal dagen per week het NOS Sportjournaal. Medio 2011 kwamen hier ook enkele andere tv-uitzendingen van NOS Studio Sport bij.  
In augustus 2017 trad Marghadi in dienst van Ziggo Sport, waar zij een vaste rol zou gaan krijgen bij het televisieprogramma Deportivo United.
In 2023 beklaagde ze zich over de giftige werkcultuur bij NOS Sport. Ze vertelde dat naar haar mening seksisme en racisme de redenen waren dat ze er geen vast contract heeft gekregen. Later is dit weerlegd door collega's, die in het boek 'De apenrots' van journalist Menno de Galan verklaarden dat Marghadi's vertrek kwam door haar gebrek aan relevante sportkennis.

## Privé
Marghadi is moeder van een dochter en een zoon. Ze is de zus van journalist en NOS-correspondent Mustafa Marghadi. In 2014 had zij een kortstondige relatie met Regilio Tuur. 